# Angelen

Vermoedelijk oorspronkelijk gebied van de Angelen in Sleeswijk

Het gebied van de Angelen in Engeland (aangegeven in rood)

De Angelen  waren een Germaans volk uit het noorden van Europa dat in de vroege middeleeuwen naar Groot-Brittannië verhuisde. De naam Engeland verwijst naar dit volk.

## Achtergrond
De Angelen (Latijn: Anglii) behoorden tot de Ingvaeones (Noordzee-Germanen). De kern van hun gebied was waarschijnlijk het schiereiland Angeln in het oosten van Sleeswijk. 
In de 5e eeuw staken zij de Noordzee over en vielen het huidige Engeland en Schotland binnen, samen met de Saksen, Friezen en de Juten. Naar het schijnt zijn alle leden van de stam in de loop van de 5e eeuw overgestoken, want nadien is er nergens op het vasteland meer iets vermeld over hen; dit in tegenstelling tot de Saksen, Friezen en Juten waarvan nog steeds afstammelingen in hun oude stamlanden wonen.
De Angelen vestigden zich in het oosten, midden en noorden van Engeland, waaronder East Anglia, Mercia en Northumbria. Hun gebied reikte tot aan Lothian in Schotland. 